# 哈夫里利夫卡 (舍佩蒂夫卡區)

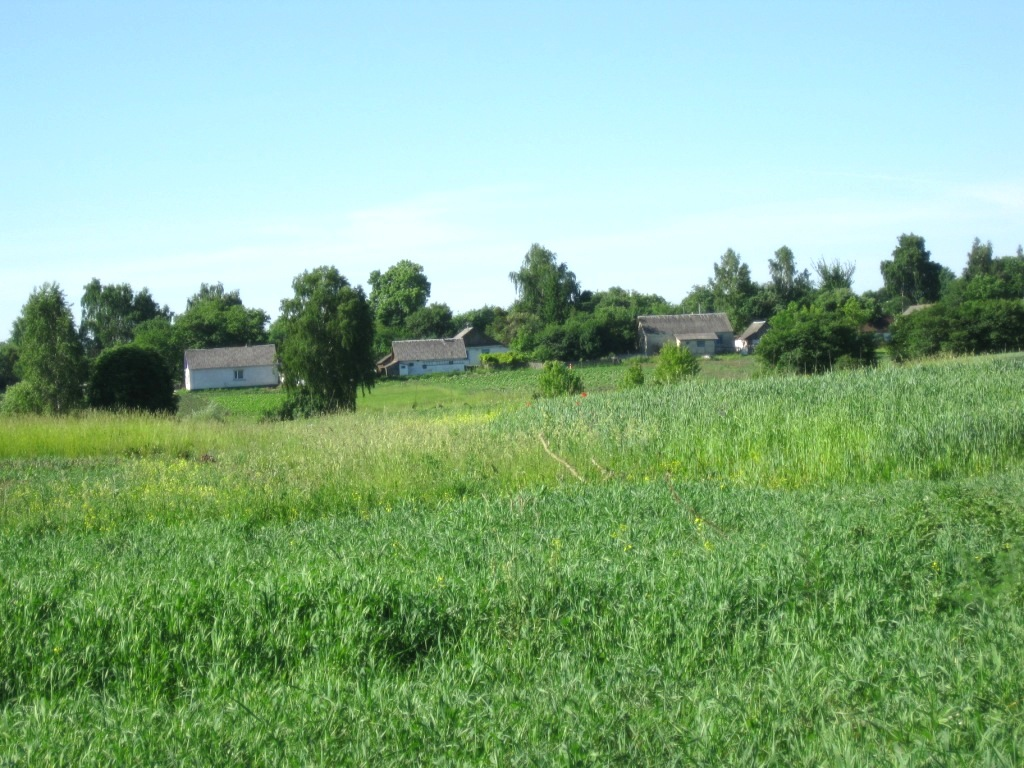

哈夫里利夫卡（烏克蘭語：Гаврилівка），是烏克蘭的村落，位於該國西部赫梅利尼茨基州，由舍佩蒂夫卡區負責管轄，距離赫梅利尼茨基124公里，面積0.531平方公里，海拔高度285米，2001年人口179。